# Roškovce
Roškovce é um município da Eslováquia, situado no distrito de Medzilaborce, na região de Prešov. Tem 12,55 km² de área e sua população em 2018 foi estimada em 148 habitantes.

## Demografia
| Ano:        | 1994 | 2004    | 2014    | 2024    |
| ----------- | ---- | ------- | ------- | ------- |
| Broj ljudi: | 246  | 217     | 185     | 132     |
| Razlika:    |      | -11,78% | -14,74% | -28,64% |

| Ano:               | 2023 | 2024   |
| ------------------ | ---- | ------ |
| Número de pessoas: | 139  | 132    |
| Diferença:         |      | -5,03% |